# C418
Даниэ́ль Ро́зенфельд (нем. Daniel Rosenfeld, род. 9 мая 1989) — немецкий музыкант и звукорежиссёр, наиболее известен как композитор и саунд-дизайнер компьютерной игры Minecraft. Свою музыку, как правило, публикует под псевдонимом C418.

## Ранние годы
Розенфельд родился и вырос в Восточной Германии во время воссоединения. Из-за экономических проблем у него были ограниченные ресурсы, и он не мог нормально изучать музыку. По его словам, он учился на ранних версиях Schism Tracker и Ableton Live, примитивном программном обеспечении того времени.

## Жизнь и карьера
Обучение в столь ограниченных условиях помогло молодому композитору, когда он начал сотрудничать с создателем Minecraft Маркусом Перссоном. Звуковой движок в игре на то время был недостаточно «мощный», и Розенфельду пришлось проявлять творческий подход в создании звуковых эффектов и музыки для игры. На своем сайте композитор отметил: «Minecraft, наверное, произвёл самые большие изменения за мою жизнь, сделав меня более социальным и даже в некотором роде более известным. Так странно, что Маркус Перссон тусовался в чате, в котором я обычно сидел, и сказал мне, что ему по вкусу моя музыка. Игра-песочница, которую он разрабатывал, заинтересовала меня. И, чёрт возьми, теперь я работаю над одной из самых успешных инди-игр этого года».
Как независимый композитор, Розенфельд не является сотрудником Mojang, компании по разработке игры Minecraft, которая была продана Microsoft в 2014. Розенфельд говорит, что все ещё владеет правами на всю музыку в игре, по которой уже выпустил два альбома. Первый альбом, Minecraft — Volume Alpha, был выпущен 4 марта 2011 года. Игровой блог Kotaku выбрал музыку Minecraft как один из лучших саундтреков компьютерных игр 2011 года. Второй альбом, Minecraft — Volume Beta, был выпущен 9 ноября 2013 года и включает музыку, которая была добавлена в более поздних версиях игры. Альбом C418 содержит ремиксы некоторых композиций из выше перечисленных альбомов.
Перссон и Розенфельд после успеха Minecraft снова объединились в проекте 0x10c, но игра так и не была выпущена. В сентябре 2014 года Розенфельд выпустил альбом, показывающий его работу над проектом. Альбом был выпущен в цифровом формате и почти не рекламировался, Розенфельд просто разместил твит, заявив, что альбом уже доступен.
Помимо саундтреков для игр Розенфельд пишет свою собственную независимую музыку. Он выпустил большое количество альбомов на своей странице Bandcamp, но официальный LP-релиз на пластинках был выпущен только для Minecraft — Volume Alpha, Minecraft — Volume Beta, 72 Minutes Of Fame, One и Excursions. Он говорит, что не ищет славы и борется с вниманием общественности, таким как критические комментарии от его многочисленной группы фолловеров в Твиттере. The Guardian сравнил его композиции с Брайаном Ино и Эриком Сати из-за схожести эмбиента.

## Дискография
| Название альбома                             | Дата релиза | Продолжительность |
| -------------------------------------------- | ----------- | ----------------- |
| bps                                          | 2007-12-23  | 00:15:32          |
| the whatever directors cut                   | 2008-01-27  | 00:50:07          |
| Mixes                                        | 2008-05-23  | 00:25:35          |
| sine                                         | 2008-09-02  | 00:19:42          |
| zweitonegoismus                              | 2008-12-16  | 00:41:04          |
| Bushes and Marshmallows                      | 2009-08-01  | 01:02:55          |
| A Cobblers Tee Thug                          | 2010-01-05  | 00:41:40          |
| circle                                       | 2010-03-22  | 00:35:54          |
| life changing moments seem minor in pictures | 2010-08-12  | 01:11:53          |
| little things                                | 2011-01-16  | 00:27:38          |
| Minecraft — Volume Alpha                     | 2011-03-04  | 00:58:48          |
| I forgot something, didn’t I.                | 2011-07-18  | 00:37:17          |
| 72 Minutes Of Fame                           | 2011-07-19  | 01:11:58          |
| Seven Years of Server Data                   | 2011-11-03  | 00:50:45          |
| Catacomb Snatch Original Soundtrack          | 2012-03-20  | 00:22:11          |
| The Driver — Savlonic (C418 Remix)           | 2012-04-01  | 00:05:38          |
| one                                          | 2012-12-23  | 01:35:28          |
| Minecraft — Volume Beta                      | 2013-11-09  | 02:20:48          |
| 0x10c                                        | 2014-09-15  | 00:03:08          |
| 148                                          | 2015-12-18  | 01:58:47          |
| 2 years of failure                           | 2016-09-13  | 01:01:50          |
| Dief                                         | 2017-03-13  | 00:31:58          |
| Excursions                                   | 2018-09-07  | 01:41:41          |
| Cookie Clicker                               | 2021-09-01  | 01:56:40          |
| Wanderstop                                   | 2025-03-11  | 03:31:38          |
| Wanderstop FM                                | 2025-04-08  | 02:10:51          |